# Batalla de Las Taironas
La Batalla de las Taironas fue un hecho militar ocurrido en el poblado de Las Taironas, Pinar del Río, Cuba, el 17 de enero de 1896, entre las fuerzas cubanas dirigidas por el Mayor general Antonio Maceo y una columna española dirigida por el teniente coronel Ulpiano Sánchez Echevarría.

## Contexto histórico
Dentro del periodo de la Invasión a Occidente, Antonio Maceo; tras separarse de Máximo Gómez en la provincia de La Habana, prosiguió su marcha hasta el extremo más occidental de la provincia de Pinar del Río con el objetivo de llegar hasta el final de la invasión.
Después de una serie de derrotas, el mando español, dirigido por Arsenio Martínez Campos buscaba una última acción para detener a Maceo, ocasión que se presentó en el poblado de Las Taironas.

### La batalla
Durante en transcurso de la batalla, las huestes españolas fueron repelidas dejando, en un campo cubierto de muertos y heridos, a las tropas mambisas las puertas abiertas para el final de la invasión.

### Consecuencias
Producto de este fracaso, que unido a la llegada de Maceo a Guane el 22 de enero de 1896, el Capitán general Martínez Campos se vio obligado a presentar su renuncia.
- Datos: Q5722624